# Abszorpció (biológia)

Egy bemutatóberendezés vázlata
1a és 1b: összetevők be
2: elegy ki 3: tartály 4: elegy

Élettani szemszögből abszorpciónak nevezik gázok, folyadékok, szilárd anyagok, ionok felvételét pl. a növények gyökerein, állatok bélnyálkahártyáján stb. keresztül - így válnak a külvilágból származó anyagok a soksejtű szervezet sejtjei számára közvetlenül hozzáférhetővé.
Az abszorpció eredetileg egy fizikai-kémiai jelenség megnevezése. Ebben a jelenségben gázok vagy gőzök atomjai-molekulái folyadékkal vagy szilárd testtel érintkezve abban elnyelődnek. A végső soron a latinból (absorbere: ’elnyelni’) származó abszorbeálás, abszorpció szavak jelentése: ’valamit felszívni, elnyelni, megemészteni; elmélyedni, elmerülni valamiben, megkötni valamit’.

## Általános és szűkebb jelentés a biológiában
Általánosan azt értik abszorpción, hogy a külső környezetből a testfelületek nyálkahártyáján vagy más sejtes membránján (bőrön) át felvett anyagok változatlanul vagy átalakulva a szervezet belsejébe kerülnek.
Szűkebb értelmezése az, hogy az emésztőrendszerben megfelelően emésztett táplálékból a tápanyagok a bélrendszer (amelynek ürege a külvilág része) falán át a belső környezetbe (vér- vagy nyirokkeringésbe) kerülnek.
Az egyes tápanyagok abszorpciója a bélcső meghatározott helyein történik. Maga az abszorpció szállítási (transzport-) folyamat a tápcsatorna hámsejtjeinek rétegén át a nyálkahártyájában levő hámsejtek közvetlen közelében levő hajszálerekbe vagy nyirokerekbe. Az állatokban az abszorpció általában a közép- vagy a vékonybélben a legnagyobb mértékű, mert itt felületnagyobbító berendezések (pl. bélbolyhok) vannak; végbemehet azonban a szájüreg nyálkahártyáján át, sőt a végbélben is.

## Passzív és aktív abszorpció
Az abszorpcióban részt vehetnek passzív és aktív folyamatok. 
- Passzív abszorpciós folyamat lehet a diffúzió vagy az ozmózis is (pl. a víz abszorpciója a bélrendszerből).
- Az aktív abszorpciói folyamatok - mivel a sejtektől anyagcsere-energiát vesznek fel - kevésbé függnek a felület nagyságától, sokkal inkább a szállítók sűrűségétől és aktivitásától. Az aktív transzporttal olyan helyre is juthatnak anyagok, ahol a koncentrációjuk nagyobb a kiindulási helyénél.

## Tápanyagok felszívódása a bélben
A bélben a táplálékból keletkezett tápanyagok zöme aktív módon szívódik fel.
A legegyszerűbb esetben a felszívó hámban levő sejtek külvilág felé néző oldalán lehet az aktív szállító, de nem ritka az sem, hogy az ellenkező oldalon, a sejtből történő kiszállítást végzi aktívan.
Így kerülnek át a hámsejtrétegen a makromolekulákat tartalmazó oldatok (pl. az anyatej fehérjéi lebomlás nélkül a csecsemő szervezetébe). Az emlősökben a bélcsőből felszívott tápanyagok közül a zsírnemű anyagok a bélbolyhok nyirokerein át a felső üres vénába kerülnek, a többi tápanyag a gyomorból, a vékony- és a vastagbélből a véráram útján a máj vénás kapuérrendszerébe kerül, mielőtt a nagyvérkört elérné.

## Gyulladások
Általában abszorpciónak nevezik a szervezetben kialakult gyulladásokkal kapcsolatos anyagok (pl. genny, fibrin, elpusztult szövetek törmelékei) eltűnését is, valamint a nyirokedények útján történő elszállítását is. A gyógyulás alapvető feltétele a gyulladásos termékek abszorpciója.

## Gyökerek
A növényvilág esetében a gyökerek felületén keresztül történik abszorpció, amelynek során a talajból vagy mesterséges táplálékoldatból a felületen abszorbeálódott ionok bejutnak a gyökér sejtjeibe. Az esetek egy részében a felületre jutott ionok laza komplexet alkotnak a gyökérsejtek megfelelő speciális hordozó anyagaival, és a kapcsolódás révén jutnak a felületi hártyákon át a sejt belsejébe. Az anyagkomplexum ezután szétesik, s ez a hordozóanyag újból alkalmassá válik ionok megkötésére. A folyamat az enzimatikus katalízishez hasonlít, és a gyökér anyagcseréjétől függ. Emellett más folyamatok is jelentősek a gyökér abszorpciójában.